# Orectognathus versicolor
Orectognathus versicolor é uma espécie de formiga do gênero Orectognathus, pertencente à subfamília Myrmicinae.